# Danielle Frenkel
Danielle Frenkel (ur. 8 września 1987) – izraelska lekkoatletka specjalizująca się w skoku wzwyż.
Nie udało jej się awansować do finału czempionatu Starego Kontynentu dla zawodników do lat 23 w 2009. Rok później była dwunasta podczas mistrzostw Europy (w eliminacjach osiągnęła 1,94 będący nowym rekordem Izraela). Na początku 2011 zajmując trzecie miejsce w mityngu w Hustopeče wynikiem 1,90 poprawiła halowy rekord Izraela. Kilka tygodni później tuż za podium – na czwartym miejscu ex aequ z Mélanie Skotnik i Swietłaną Szkoliną – zakończyła udział w halowych mistrzostw Europy w Paryżu (w eliminacjach tych zawodów wynikiem 1,94 ustanowiła halowy rekord Izraela). Stawała na podium mistrzostw Izraela. 
Rekordy życiowe: stadion – 1,92 (30 lipca 2010, Barcelona); hala – 1,94 (5 marca 2011, Paryż). Rezultaty Frenkel są aktualnymi rekordami Izraela.

## Osiągnięcia
| Rok  | Impreza                                | Miejsce   | Lokata            | Wynik |
| ---- | -------------------------------------- | --------- | ----------------- | ----- |
| 2009 | Młodzieżowe mistrzostwa Europy         | Kowno     | el. – 17. miejsce | 1,72  |
| 2010 | Mistrzostwa Europy                     | Barcelona | 12. miejsce       | 1,85  |
| 2011 | Halowe mistrzostwa Europy              | Paryż     | 4. miejsce        | 1,92  |
| 2011 | III liga drużynowych mistrzostw Europy | Reykjavík | 1. miejsce        | 1,84  |
| 2011 | Uniwersjada                            | Shenzhen  | el. – 17. miejsce | 1,75  |
| 2011 | Mistrzostwa świata                     | Taegu     | el. – 24. miejsce | 1,85  |